# Rheasilvia (krater)
Rheasilvia – największy krater uderzeniowy na powierzchni planetoidy (4) Westa o średnicy 505 kilometrów, co stanowi 90% średnicy planetoidy. Zajmuje dużą część półkuli południowej Westy, sprawiając, że jej kształt odbiega od pierwotnej elipsoidy hydrostatycznej.
Basen uderzeniowy Rheasilvia został odkryty dzięki obserwacjom Teleskopu Hubble'a w 1997 roku, a dokładnie zbadany dzięki obserwacjom sztucznego satelity Westy, sondy Dawn. Krater został nazwany imieniem Rei Sylwii, mitycznej westalki i matki Romulusa i Remusa.

## Charakterystyka i powstanie

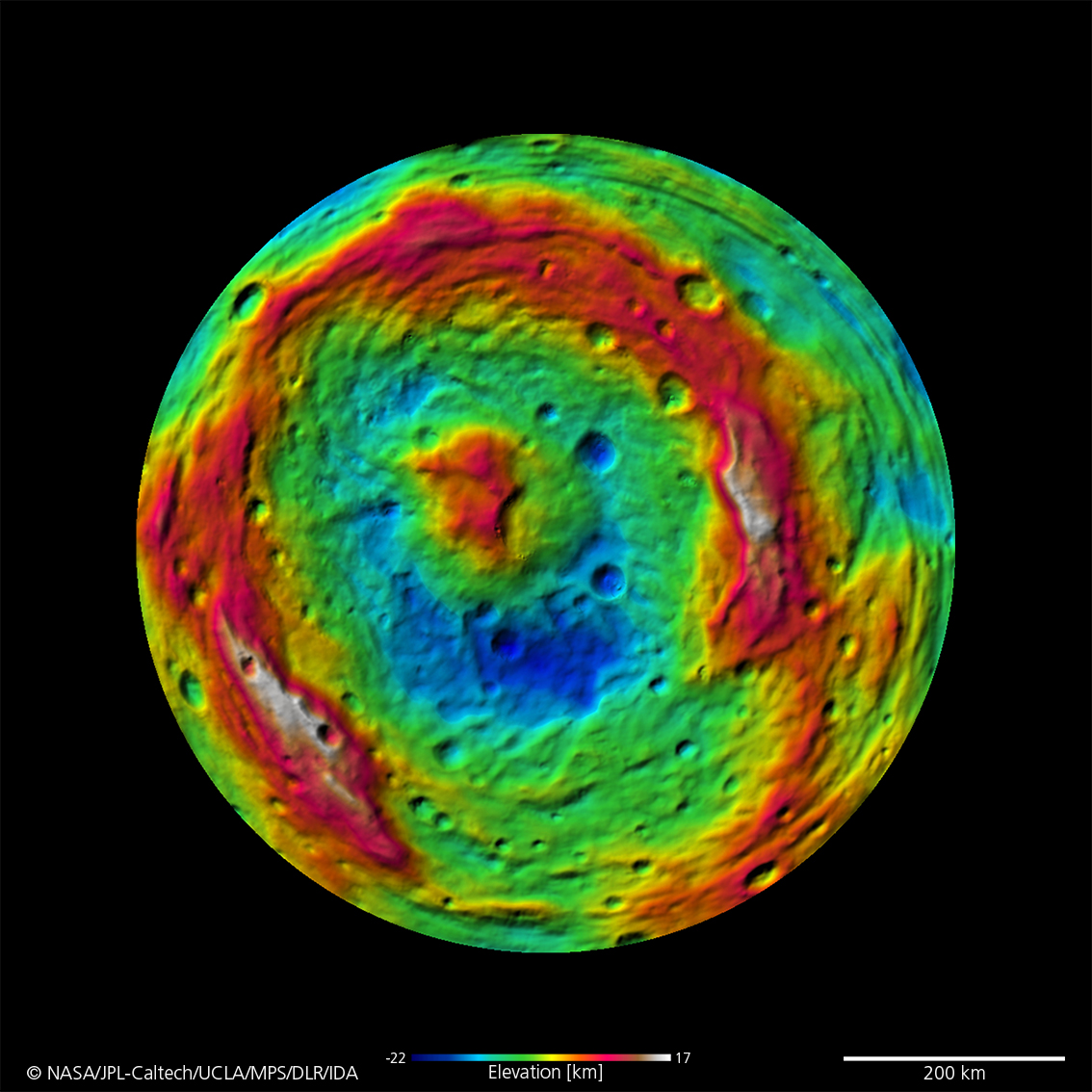
Mapa topograficzna południowego bieguna Westy z wyraźnie widocznym basenem uderzeniowym Rheasilvia i częściowo przesłoniętym przez niego starszym basenem Veneneia

Krawędź krateru Rheasilvia wznosi się od 4 do 12 km ponad otaczający teren. Jest to krater z wyjątkowo dużym wzniesieniem centralnym, które ma wysokość 22 km ponad dno krateru oraz 200 km średnicy; jest to jedna z największych gór w Układzie Słonecznym. Analizy spektroskopowe ujawniły, że wewnątrz krateru odsłonięte jest kilka kolejnych warstw skorupy Westy, a także prawdopodobnie skały płaszcza, na co wskazuje obecność oliwinu.
Rheasilvia oraz częściowo zniszczony starszy basen, Veneneia, są geologicznie dosyć młode, mając odpowiednio ok. 1 i mniej niż 2 miliardy lat. Powstanie tych ogromnych kraterów sprawiło, że Westa zmieniła oś obrotu i Rheasilvia znajduje się obecnie na południowym biegunie planetoidy. Impakt, który utworzył basen Rheasilvia, wyrzucił w przestrzeń kosmiczną ok. 1% objętości Westy. Efektem tej kolizji było powstanie rodziny planetoidy Westa, planetoid typu V oraz mniejszych obiektów, które spadły także na Ziemię jako meteoryty szczególnych typów: howardyty, eukryty i diogenity (tzw. meteoryty HED).